# Poa schizantha
Poa schizantha är en gräsart som beskrevs av Parodi. Poa schizantha ingår i släktet gröen, och familjen gräs. Inga underarter finns listade i Catalogue of Life.